# سیدیم‌لی پایین
سیدیم‌لی پایین (به لاتین: Ashaga-Seidimly) یک منطقه مسکونی در جمهوری آذربایجان است که در شهرستان ترتر واقع شده است.